# Gerardine Wurzburg
Gerardine Wurzburg (* 1949 oder 1950) ist eine US-amerikanische Filmproduzentin und -regisseurin.

## Leben und Werk
Gerardine Wurzburg gründete 1974 zusammen mit Thomas C. Goodwin die Film- und Videoproduktionsfirma State of the Art, Inc, eine Firma, die hauptsächlich Filme mit medizinischen beziehungsweise erzieherischen Inhalten produziert. Für diese Firma, die sie seit dem Tod Thomas C. Goodwins alleine leitet, produzierte sie mehrere Filme, die Auszeichnungen erhielten. So wurde sie 1982 zusammen mit Thomas C. Goodwin und Bill Coyle mit dem Film We Dig Coal, a Portrait of Three Women für einen Emmy in der Kategorie Videotape Editors nominiert. Mit dem Film Educating Peter über das erste Jahr eines Jungen mit Down-Syndrom in einer Regelschule, gewannen sie und Goodwin 1993 einen Oscar in der Kategorie Bester Dokumentarfilm (Kurzfilm). Diesen nahm sie auch stellvertretend für den mittlerweile verstorbenen Thomas C. Goodwin an. Für Educating Peter gewannen die beiden zudem einen CableACE Award in der Kategorie Directing a Documentary Special. Für den Film Autism Is a World über eine Autistin, die sich nur mittels gestützter Kommunikation ausdrücken kann, wurde sie 2005 erneut in der Kategorie Bester Dokumentarfilm (Kurzfilm) für einen Oscar nominiert. Für diesen Film, wie auch für den Film Wretches & Jabberers arbeitete sie eng mit Douglas Biklen, dem mittlerweile emeritierten Dekan der School of Education der Syracuse University zusammen.
Gerardine Wurzburg übernahm nacheinander Lehraufträge an der Princeton University, der York University und der Syracuse University, an der sie einen Ehrendoktortitel bekam. Sie gehört zudem der AMPAS, der Academy of Television Arts & Sciences und der American Public Health Association an. Außerdem engagierte sie sich als Sprecherin der Isle au Haut Community Development Corporation auf der Isle au Haut, wo sie 2011 wohnte.

## Filmografie (Auswahl)
- 1992: Educating Peter
- 2001: Graduating Peter
- 2004: Autism Is a World
- 2011: Wretches & Jabberers